# Leonel Moreira
Leonel Gerardo Moreira Ledezma (ur. 2 kwietnia 1990 w Heredii) – kostarykański piłkarz występujący na pozycji bramkarza. Zawodnik klubu Puntarenas.

## Kariera klubowa
Moreira zawodową karierę rozpoczął w 2009 roku w zespole CS Herediano z Primera División de Costa Rica. W debiutanckim sezonie 2009/2010 rozegrał tam 1 spotkanie, a w następnym wystąpił tam już w 32 ligowych meczach. Po 10 latach gry w klubie przeniósł się do CF Pachuca. Potem grał w Club Bolívar i Alajuelense.

## Kariera reprezentacyjna
W 2011 roku Moreira został powołany do reprezentacji Kostaryki na Złoty Puchar CONCACAF. Nie zagrał jednak na nim w żadnym meczu. Z tamtego turnieju Kostaryka odpadła w ćwierćfinale.
W tym samym roku Moreira wziął również udział w Copa América. Na tamtym turnieju, zakończonym przez Kostarykę na fazie grupowej, wystąpił w spotkaniach z Kolumbią (0:1), Boliwią (2:0) i Argentyną (0:3). Mecz z Kolumbią był jednocześnie jego debiutem w drużynie narodowej.